# Kathi Kobus

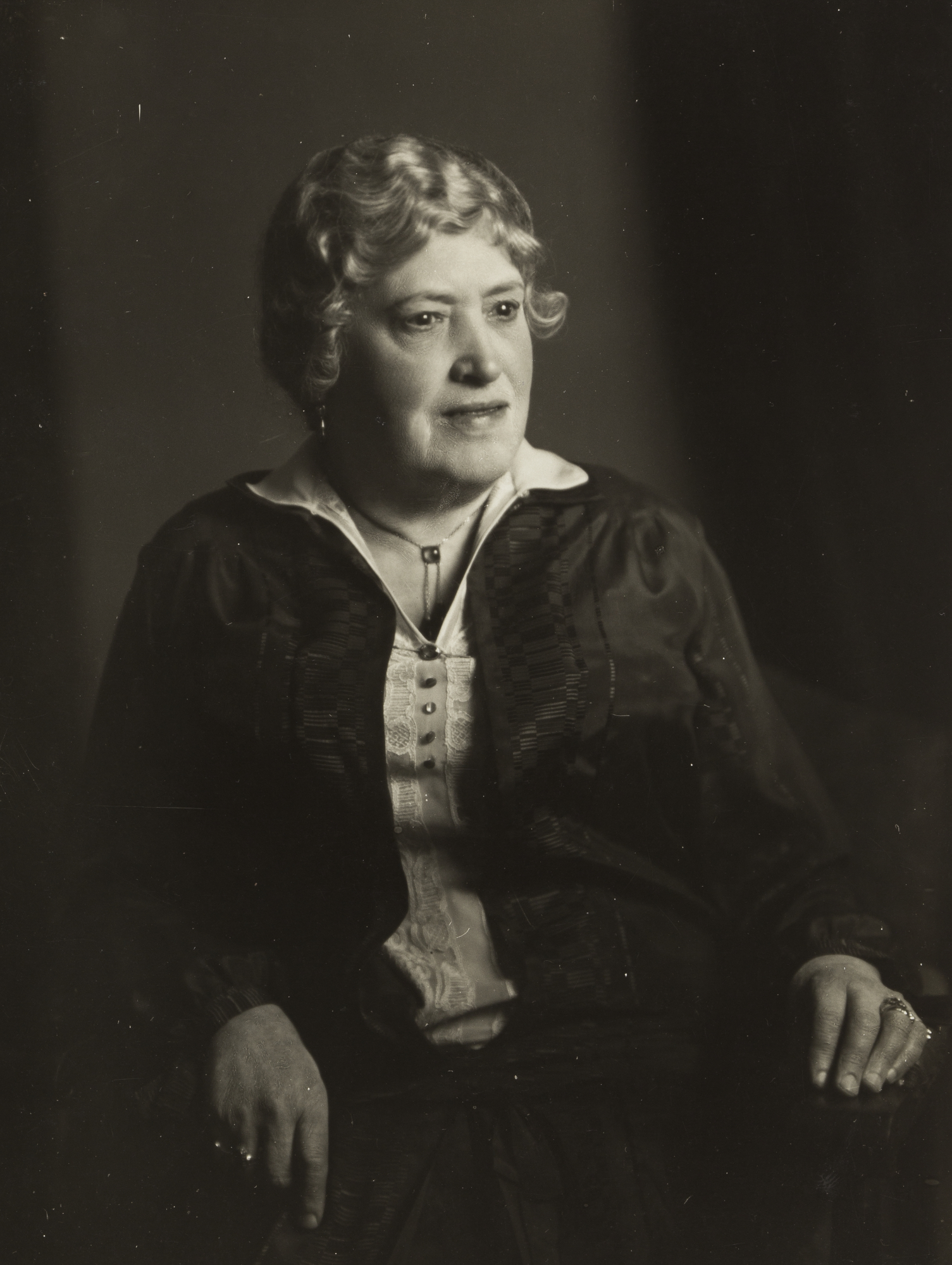
Kathi Kobus, Foto von Philipp Kester

Kathi Kobus (* 7. Oktober 1854 in Niklasreuth; † 7. August 1929 in München) war eine Münchner Gastronomin.

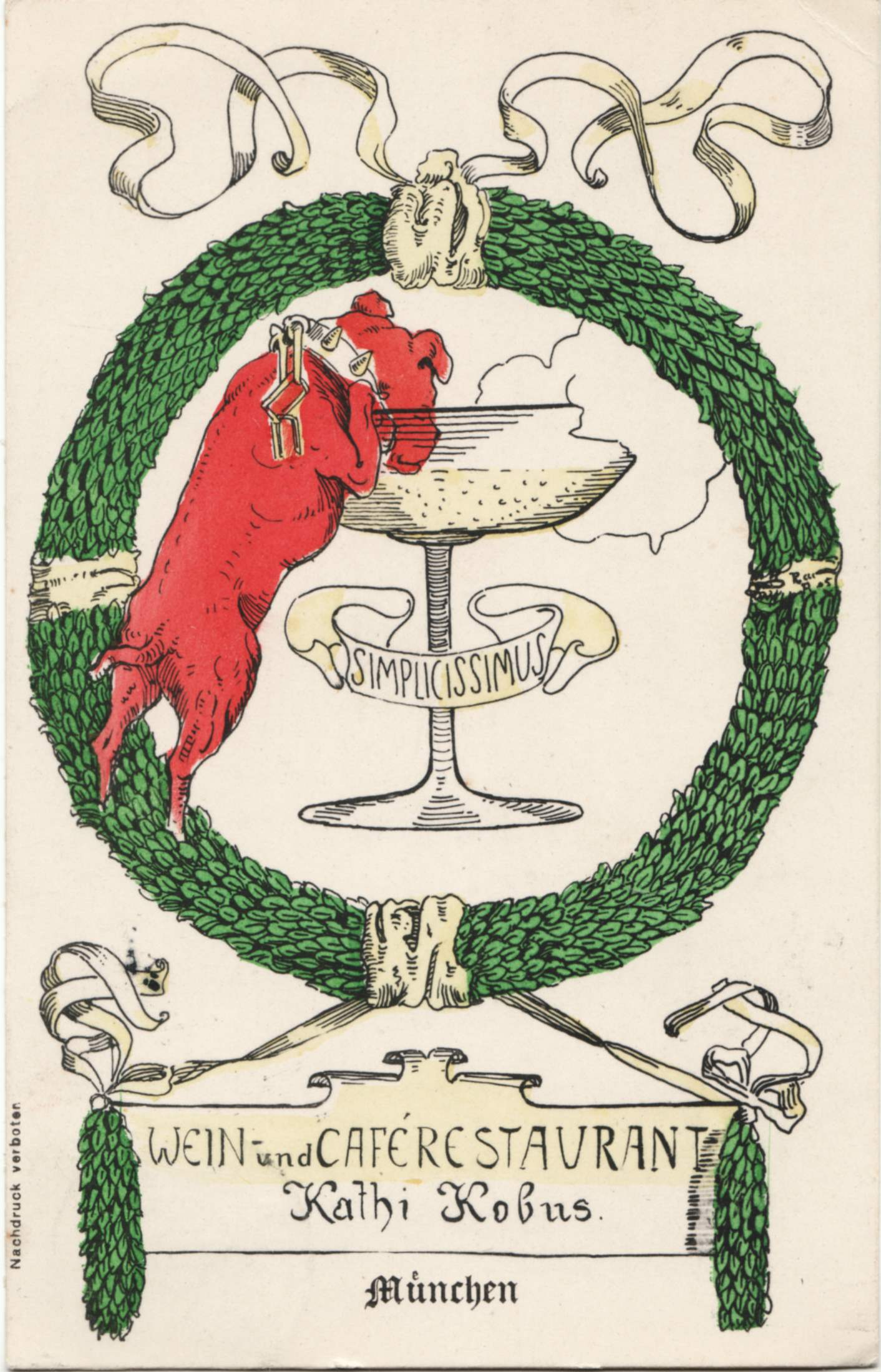
Postkarte von Kathi Kobus (1907) an den Münchner Schriftsteller Julius Beck

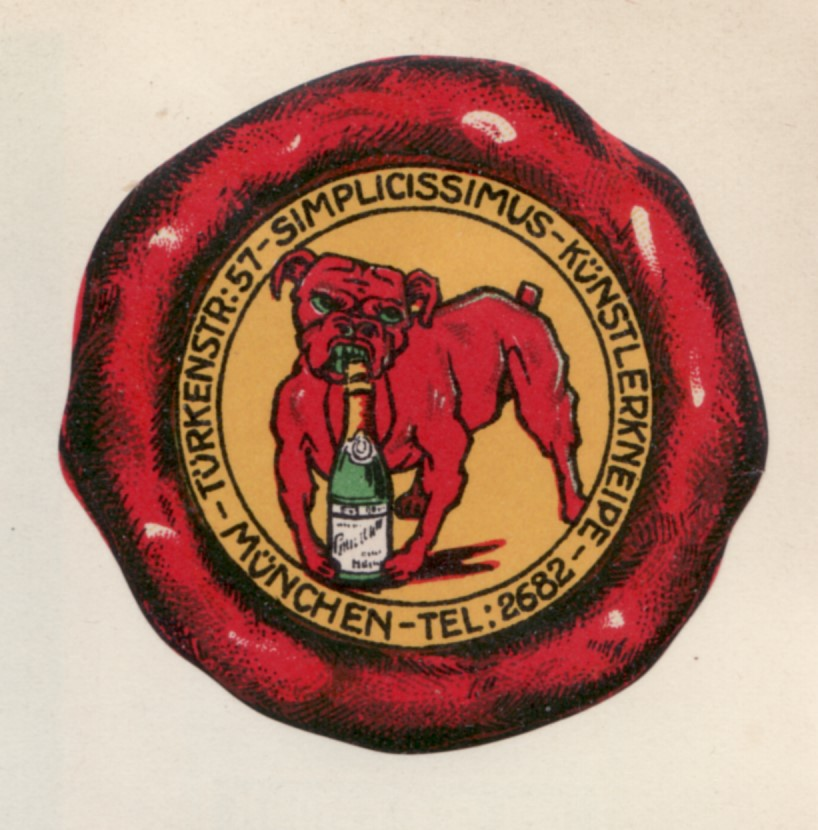
Reklamemarke des Simplicissimus ca. 1912

## Leben
Katharina Kobus war die Tochter des Traunsteiner Pferdehändlers, Lohnkutschers und Gastwirts Joseph Kobus und seiner Frau Theresia, geb. Bertl. Aufgrund einer unehelichen Schwangerschaft wurde sie von ihrem Vater des Hauses verwiesen und enterbt, so dass die Siebzehnjährige nach München zog und sich, später unterstützt von der wohl verwitweten Mutter, als Kellnerin und Malermodell durchschlug. In den Neunzigerjahren wurde sie Kassiererin in der „Dichtelei“ in der Adalbertstraße, in der sich eine Brettlbühne entwickelt hatte. Kathi wurde bereits dort zu einer Institution bei den Gästen. Es gelang ihr schließlich, sich selbständig zu machen und in der Türkenstraße 57 den „Simplicissimus“ zu eröffnen, in dem zu Beginn des 20. Jahrhunderts zahlreiche Künstler und Literaten verkehrten und auftraten, darunter u. a. Frank Wedekind, Ludwig Thoma und Joachim Ringelnatz. Gegründet hatte sie das „Weinrestaurant“ im Jahr 1902, zuvor war in den Räumlichkeiten das Café „Kronprinz Rudolf“ betrieben worden. Den Umzug von der Adalbert- in die Türkenstraße soll sie in der Walpurgisnacht 1903 mit Hilfe ihrer Kundschaft vollzogen haben.
Kobus, die ihr neues Lokal nicht unter dem Namen „Neue Dichtelei“ führen durfte, übernahm sowohl den Namen als auch das Motiv der grimmigen Bulldogge, die seit dem vierten Jahrgang die Hefte des Simplicissimus zierte, für ihr Lokal, ohne vorher mit dem Verlag Albert Langen wegen der Rechte Kontakt aufgenommen zu haben. Angeblich konnte sie Albert Langen die Zustimmung zur Verwendung abbetteln, indem sie ihm vorhielt, sie habe schon alle Schilder bestellt, als Langen seine Rechte geltend machte.
Sie sammelte Bilder, die ihre malenden und zeichnenden Kunden schufen, und schmückte damit das Lokal; Schriftsteller, Sänger und Tänzer traten zum Teil regelmäßig in der Künstlerkneipe auf. Kathi Kobus zahlte zumeist kein oder nur ein sehr niedriges Honorar; die Künstler erhielten für ihre Auftritte häufig Speisen und Getränke. Ringelnatz schrieb über seine Brotherrin: „[…] das weitverbreitete und von ihr selbst geschickt genährte Gerücht, daß sie eine Mäzenin sei und arme Künstler unterstütze, entsprach nicht der Wirklichkeit. Kathi Kobus schenkte niemals jemandem etwas, ohne Gegenleistung zu fordern oder ohne geschäftlichen Vorteil daraus zu ziehen. Und sie nutzte die Kräfte, die in ihrem Dienste standen, bis aufs äußerste aus.“
Als „Hausdichter“ galten unter anderem Ringelnatz, Julius Beck, dessen Dialektgedichte sie selbst vortrug, Ludwig Scharf und Erich Mühsam. Dieser schrieb später über die Blütezeit des Lokals: „So lange, bis Wedekind in der Torggelstube einen festeren Kreis um sich schloß, mit höheren geistigen Ansprüchen und sorgfältiger gewahrter Exklusivität, und bis Konkurrenzlokale, wie der »Bunte Vogel« und »Boheme«, einen Teil der Künstlerschaft von dem nicht übertrieben abwechslungsreichen Lärm, Gedränge und Gestank der echtesten Münchener Künstlerkneipe abzogen, fluktuierte im „Simplicissimus“ der Kathi Kobus die Geistigkeit Münchens in allen ihren Verästelungen und Cliquen, und man konnte an manchen Abenden die heterogensten Elemente der Literatur und Kunst an den verschiedenen Tischen vertreten sehen“.
Später eröffnete Kathi Kobus in Wolfratshausen das Ausflugslokal „Kathis Ruh“ in einer Villa, die sie im Jahr 1912 für 25.000 Mark gekauft hatte, und gab zeitweise den „Simpl“ auf. Sie übernahm ihn aber später noch einmal und führte ihn nach dem Ersten Weltkrieg bis zu ihrem Tod weiter.
Kathi Kobus verlobte sich laut Erich Mühsams Lebenserinnerungen mit Ludwig Scharf. Das Paar schloss aber nie eine Ehe; Scharf heiratete statt Kathi Kobus eine ungarische Gräfin.
Im Juli 1929 wurde sie mit Verdacht auf Paratyphus ins Schwabinger Krankenhaus eingeliefert. Am 7. August kehrte sie auf eigenen Wunsch in ihre Wohnung in der Türkenstraße 13 zurück, wo sie noch in derselben Nacht verstarb. Laut anderen Berichten starb sie entweder nach einer Faschingsfeier – was angesichts des Todesdatums erstaunlich wäre – oder nach einer anderweitig durchfeierten Nacht an einem Herzstillstand.

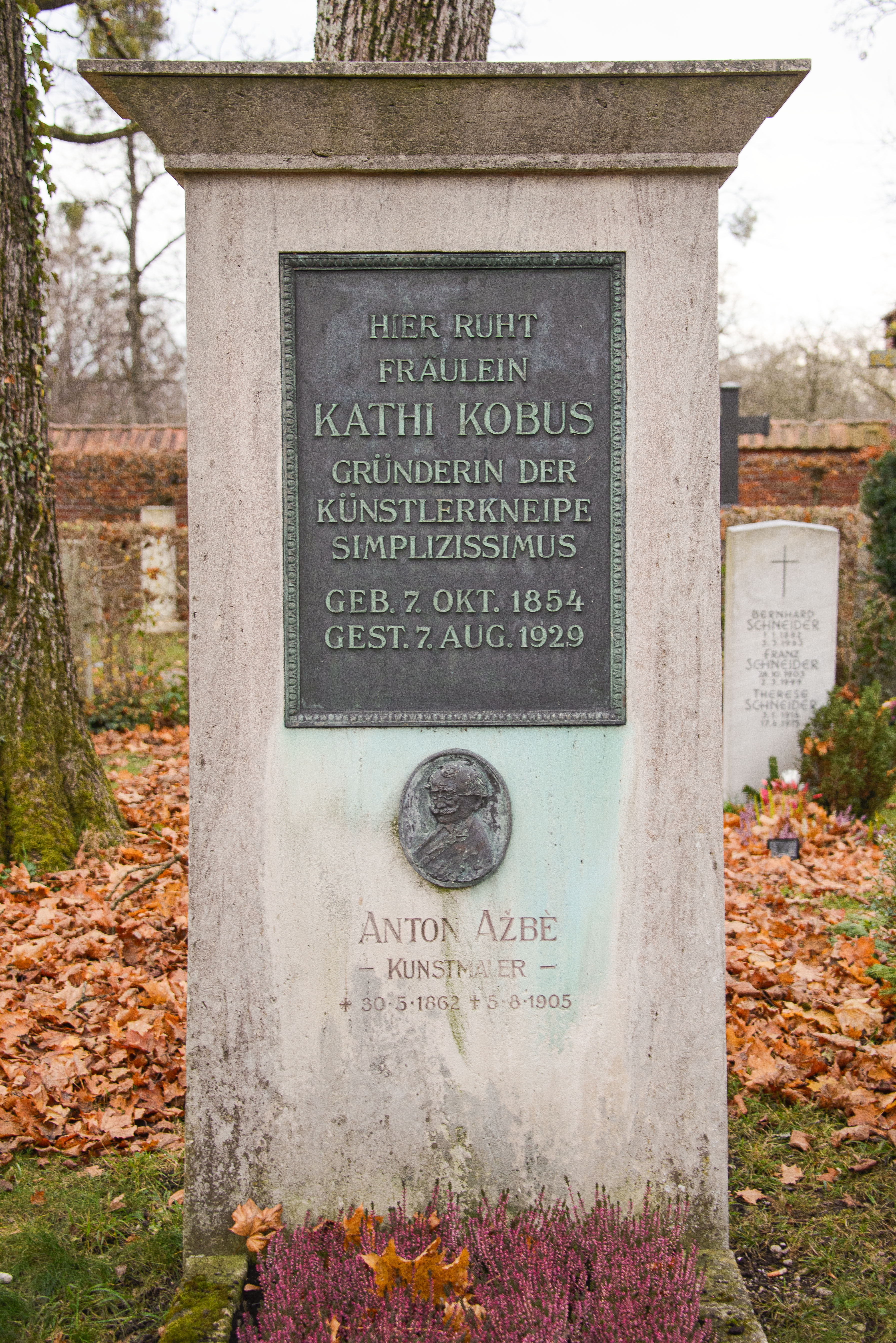
Grab von Kathi Kobus

Sie ist auf dem Münchner Nordfriedhof bestattet (Grabfeld 79, Reihe 4, Grabnummer 7). Ihr Grabmal trägt die Inschrift Hier ruht Fräulein Kathi Kobus Gründerin der Künstlerkneipe Simplicissimus. Die Grabstätte ist als Städtisches Ehrengrab eingetragen. Die Kathi-Kobus-Straße in München Schwabing-West trägt ihren Namen seit 1962.
In Karl Ritters Spielfilm Bal paré (1940) wird Kobus von Grete Ruß gespielt.